# Noetinger
Noetinger är en ort i Argentina.   Den ligger i provinsen Córdoba, i den centrala delen av landet, 400 km nordväst om huvudstaden Buenos Aires. Noetinger ligger 113 meter över havet och antalet invånare är 4 508.
Terrängen runt Noetinger är mycket platt. Runt Noetinger är det glesbefolkat, med 10 invånare per kvadratkilometer.. Det finns inga andra samhällen i närheten.
Trakten runt Noetinger består till största delen av jordbruksmark.